# 澤林德鄉
46°37′N 21°31′E / 46.617°N 21.517°E
澤林德鄉（羅馬尼亞語：Comuna Zerind, Arad），是羅馬尼亞的鄉份，位於該國西部，由阿拉德縣負責管轄，面積61平方公里，海拔高度89米，2011年人口1,320，人口密度每平方公里24人。